# قلعه شاهزاده
قلعه شاهزاده مربوط به دوره قاجار است و در شهرستان عشق‌آباد، روستای وکیل آباد واقع شده و این اثر در تاریخ ۲۲ آبان ۱۳۸۶ با شمارهٔ ثبت ۱۹۹۹۲ به‌عنوان یکی از آثار ملی ایران به ثبت رسیده است.